# NGC 2273
NGC 2273 ist eine Balken-Spiralgalaxie mit aktivem Galaxienkern vom Hubble-Typ SBbc im Sternbild Luchs am Nordsternhimmel. Sie ist schätzungsweise 86 Millionen Lichtjahre von der Milchstraße entfernt und hat einen Durchmesser von etwa 90.000 Lichtjahren. Gemeinsam mit PGC 19397 und PGC 19579 bildet sie die kleine NGC 2273-Gruppe.
Das Objekt am 15. September 1867 von dem Astronomen Nils Christofer Dunér mit einem 24-cm-Teleskop entdeckt. Untersuchungen mit dem Hubble-Weltraumteleskop und dem WIYN Telescope zeigen eine spektakuläre Gestalt:

„This is a rather spectacular four-ringed spiral galaxy, with two outer rings, an inner ring, and a bright star-forming nuclear ring with a luminous blue nuclear spiral inside. The latter structure masquerades as a secondary bar in ellipse fits and ground-based images.“

## Galerie

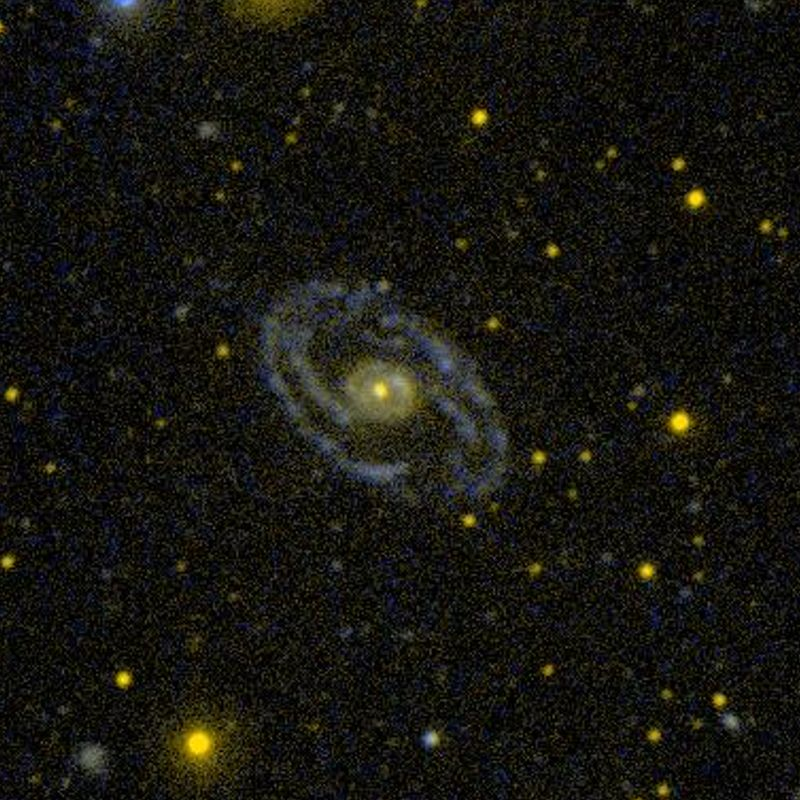
Aufnahme der Ultraviolettstrahlung von  NGC 2273 mithilfe des Weltraumteleskops GALEX.

## NGC 2273-Gruppe (LGG 137)
| Galaxie   | Alternativname | Entfernung/Mio. Lj |
| --------- | -------------- | ------------------ |
| NGC 2273  | PGC 19688      | 86                 |
| PGC 19579 | NGC 2273B      | 97                 |
| PGC 19397 | UGC 3504       | 97                 |